# Joseph Nye
Joseph Samuel Nye Jr (ur. 16 stycznia 1937 w South Orange, New Jersey, zm. 6 maja 2025) – amerykański politolog i pracownik administracji, współtwórca razem z Robertem Keohane teorii współzależności w stosunkach międzynarodowych – opisanej w 1977 w pracy Power and Interdependence.

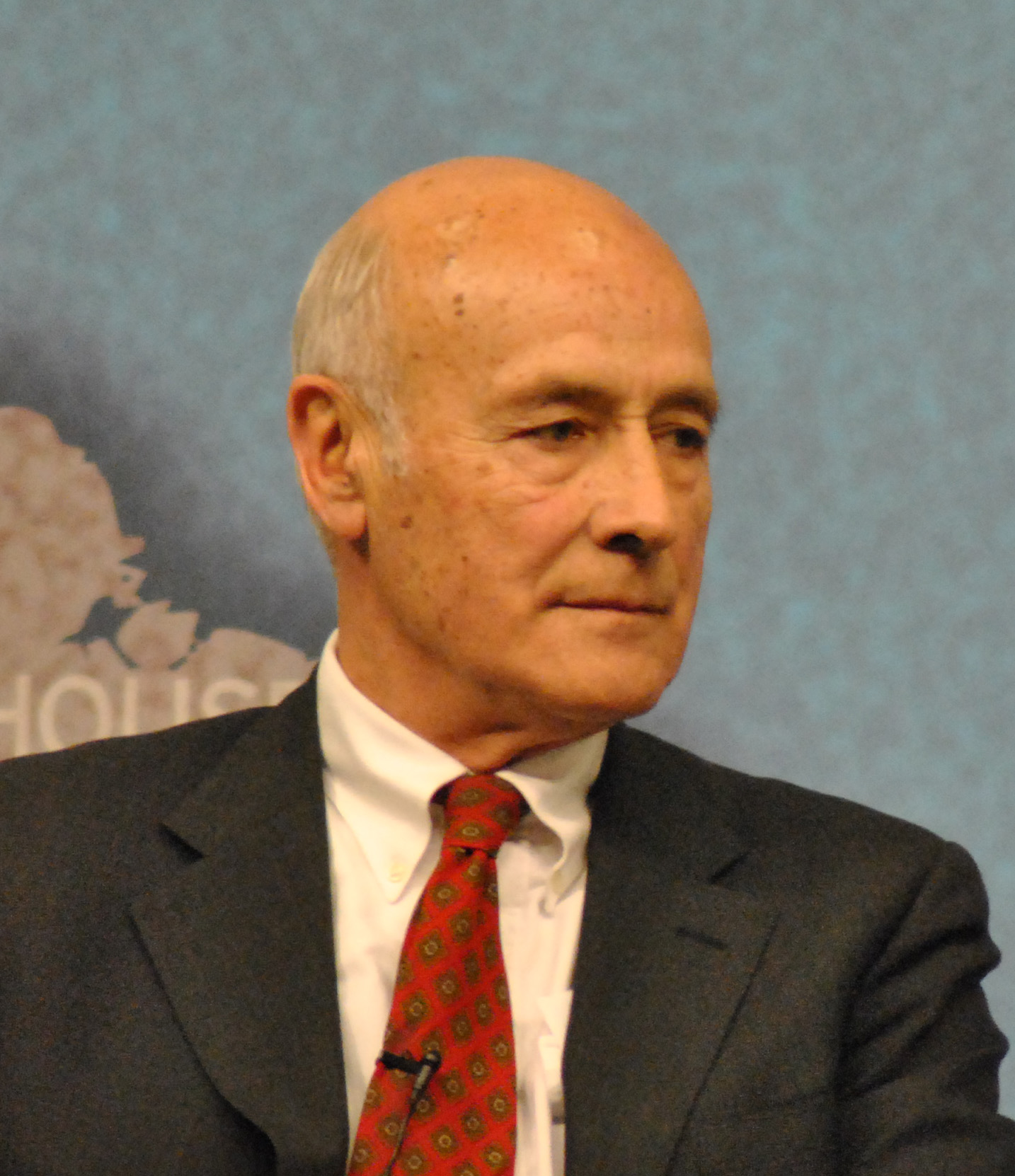
Joseph Nye (2011)

## Kariera naukowa i polityczna
Joseph Nye studiował na Princeton University. Posiadał stopień doktora z zakresu nauk politycznych, który uzyskał na Uniwersytecie Harvarda, gdzie następnie pracował jako Dyrektor Centrum Spraw Międzynarodowych i Dziekan Wydziału Sztuk i Nauk. W latach 1977–1979 był podsekretarzem stanu i przewodniczył Radzie Bezpieczeństwa do spraw Broni Jądrowej. Był również przedstawicielem USA w Komisji Rozbrojeniowej ONZ. W 1991 wprowadził do stosunków międzynarodowych pojęcia „twardej siły” (ang. hard power) i „miękkiej siły” (ang. soft power). Stworzył również pojęcie „trójpłaszczyznowej szachownicy” opisujące współzależności między mocarstwami, innymi państwami i aktorami sceny międzynarodowej (takimi jak korporacje ponadnarodowe).
W 1993–1994 był przewodniczącym Narodowej Rady Wywiadowczej, pracował też jako Sekretarz do spraw Obrony w resorcie Spraw Zagranicznych w administracji Billa Clintona. W 2005 został uznany w plebiscycie za jednego z dziesięciu najbardziej wpływowych uczonych z zakresu stosunków międzynarodowych.

## Wybrane publikacje
- Bound to Lead. The Changing Nature of American Power (New York, 1991)
- Keohane, R.O. & Nye, J.S. 1997. Interdependence in World Politics. In Crane, G.T. & Amawi, A., The Theoretical evolution of international political economy: a reader. New York: Oxford University Press.
- Nye, Joseph; Robert Keohane (1977). Power and Interdependence: World Politics in Transition.. Little, Brown and Company. ISBN 0-316-48936-0
- Nye, Joseph: Goliat na diecie, „Foreign Affairs”, tłum. „Forum”, 20 grudnia 2010.
- Nye, Joseph: Konflikty międzynarodowe. Wprowadzenie do teorii i historii. Warszawa: Wydawnictwa Akademickie i Profesjonalne, 2009. ISBN 978-83-60807-35-4
- Nye, Joseph: Soft Power. Jak Osiągnąć Sukces W Polityce Światowej – perswazyjne środki oddziaływania politycznego (kultura, propaganda, dyplomacja) Warszawa: Wydawnictwa Akademickie i Profesjonalne, 2007